# Saint-André-de-la-Roche
Saint-André-de-la-Roche (Occitaans: Sant Andrieu de la Ròca; Italiaans (verouderd): Sant'Andrea) is een gemeente in het Franse departement Alpes-Maritimes (regio Provence-Alpes-Côte d'Azur). De plaats maakt deel uit van het arrondissement Nice. Saint-André-de-la-Roche telde op 1 januari 2022 5.877 inwoners. 

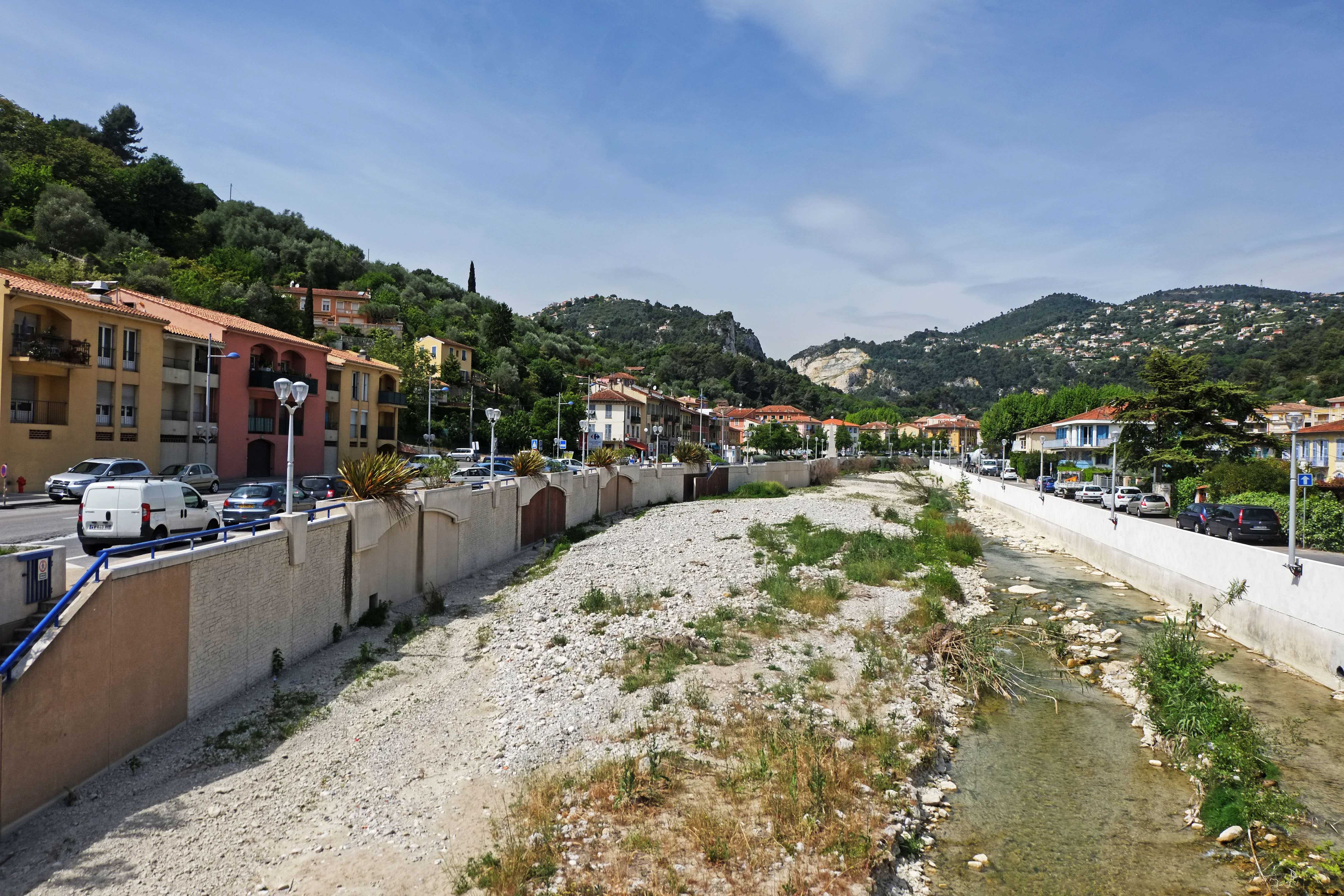
Centrum
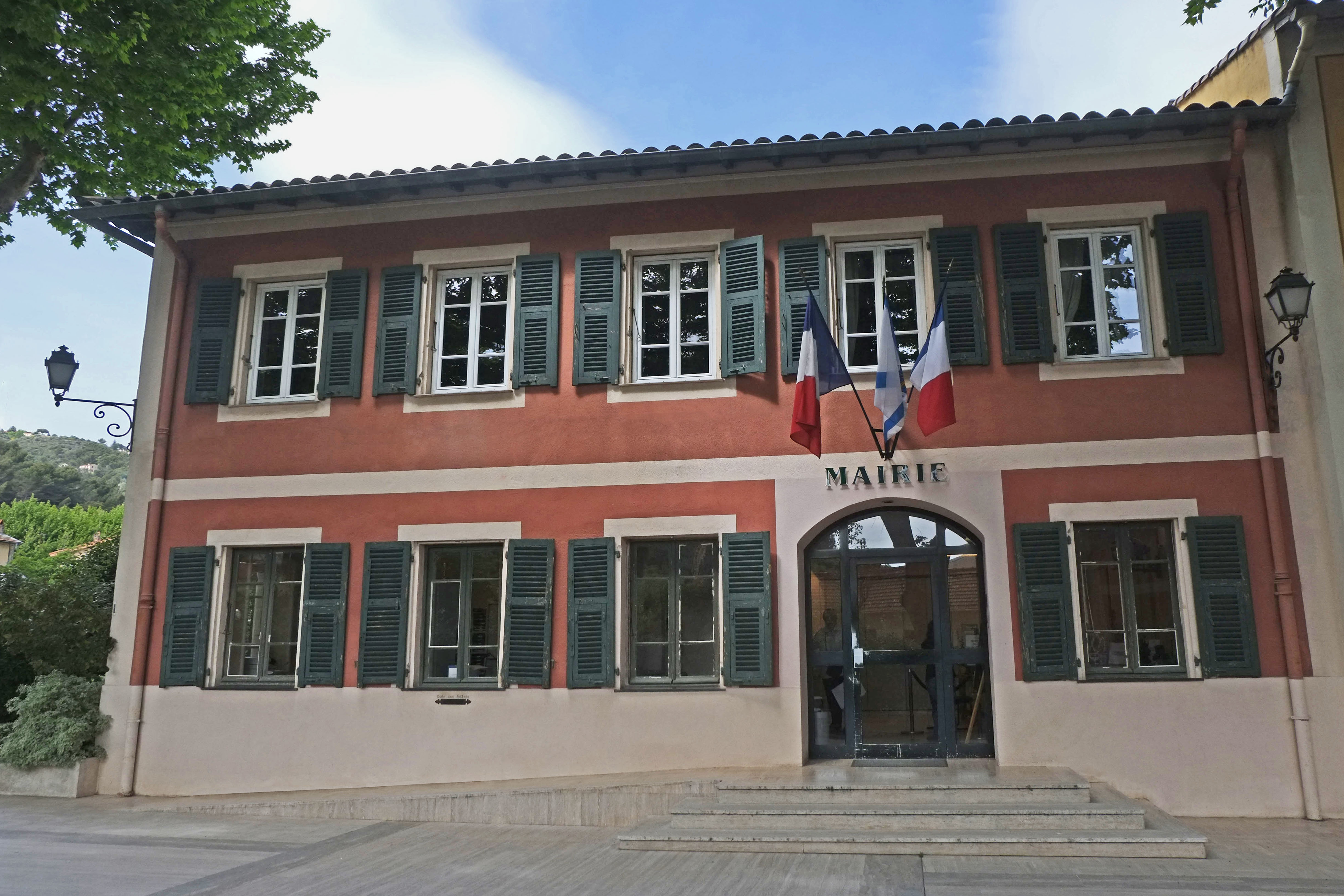
Gemeentehuis
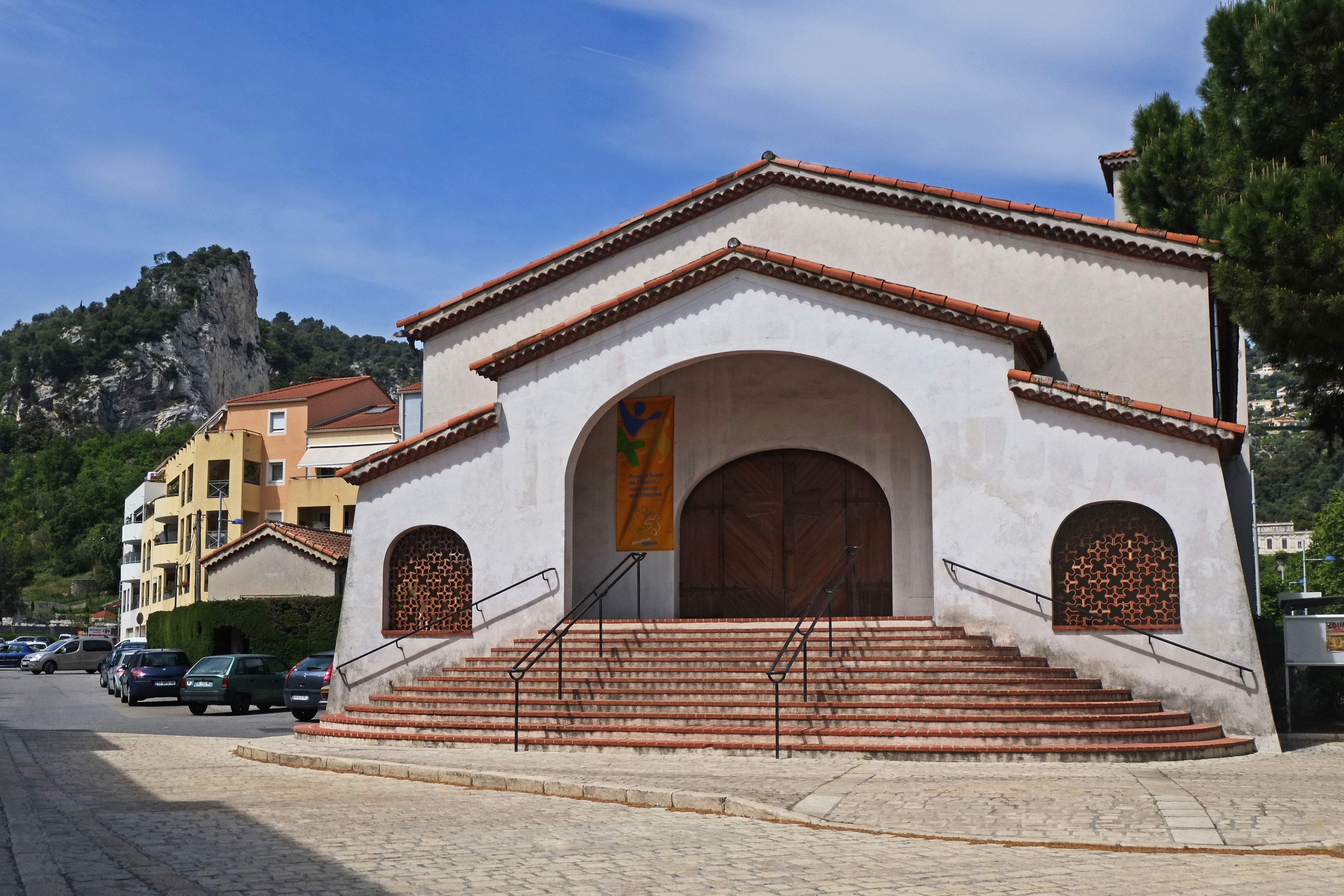
Kerk van Saint-André-de-la-Roche

## Geografie
De oppervlakte van Saint-André-de-la-Roche bedroeg op 1 januari 2022 2,86 vierkante kilometer; de bevolkingsdichtheid was toen 2.054,9 inwoners per km².
De onderstaande kaart toont de ligging van Saint-André-de-la-Roche met de belangrijkste infrastructuur en aangrenzende gemeenten.

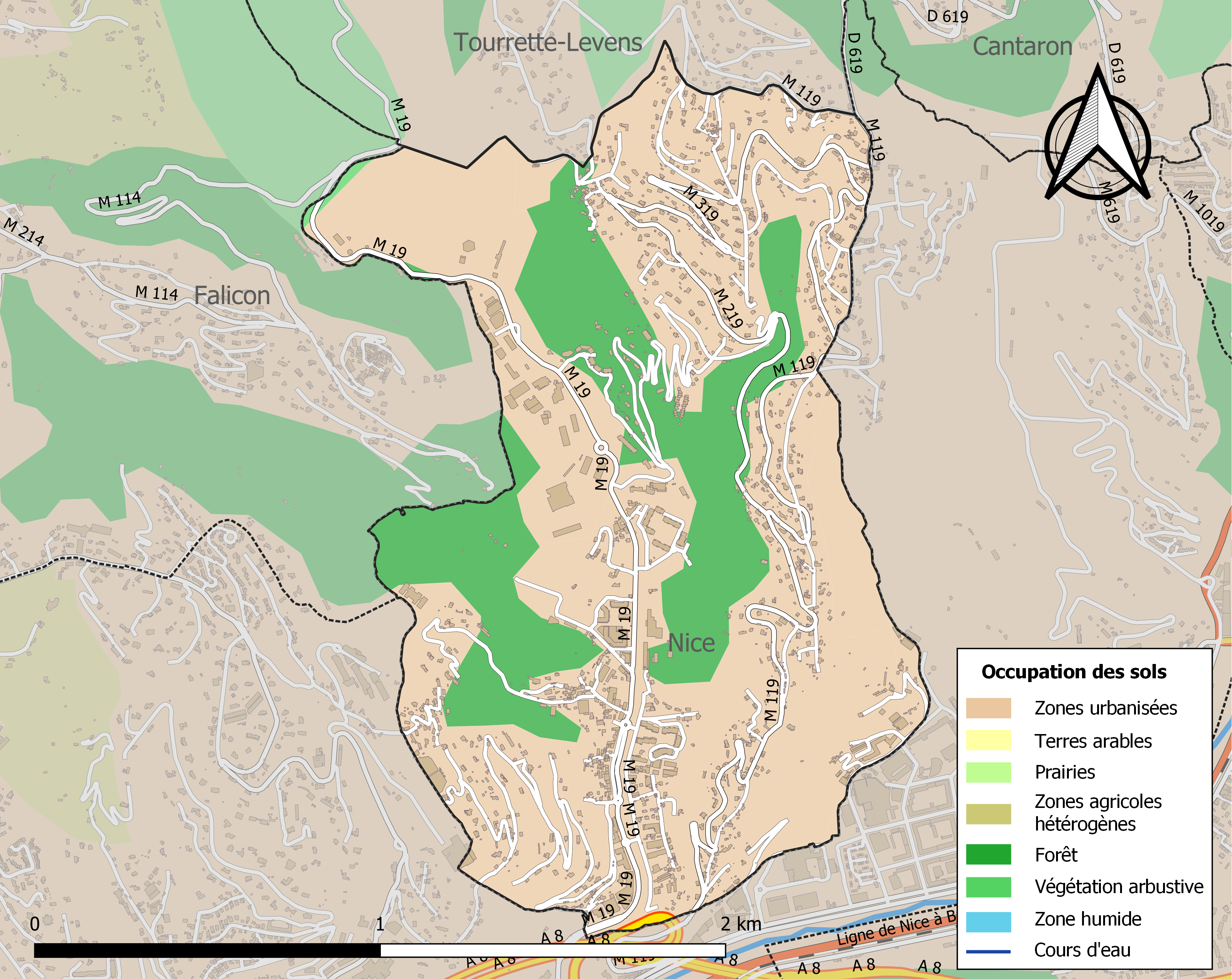

## Demografie
Onderstaande figuur toont het verloop van het inwonertal (bron: INSEE-tellingen).
Vanwege een beveiligingsprobleem met de MediaWiki Graph-software is het momenteel niet mogelijk deze grafiek weer te geven. Zodra de software is bijgewerkt zal de grafiek vanzelf weer zichtbaar worden.